# 3861 Lorenz
3861 Lorenz је астероид главног астероидног појаса чија средња удаљеност од Сунца износи 2,557 астрономских јединица (АЈ).
Апсолутна магнитуда астероида је 12,4.